# 스테이-비하인드
스테이-비하인드(Stay-behind) 작전은 국가가 적의 점령에 대비하기 위해 자국 영토 내에 비밀 요원이나 조직을 배치하는 것이다. 스테이-비하인드 요원들은 이후 저항운동의 기반을 형성하고 적진 뒤에서 간첩으로 활동한다. 소규모 작전은 개별 지역을 다룰 수 있지만, 대규모 스테이-비하인드 작전은 국가 전체의 정복에 대응하는 것을 상정한다.
스테이-비하인드는 특별 훈련을 받은 병사들이 미리 준비된 은신처에서 정보, 감시, 표적 획득 및 정찰 임무를 수행하기 위해 적군에게 압도당하는 것을 허용하는 군사 전술을 말하기도 한다.

## 역사
상당한 규모의 스테이-비하인드 작전은 제2차 세계 대전 중에 존재했다. 영국은 보조부대를 설치했다. 1940년대 초 추축국이 점령한 소련 영토 내의 파르티잔은 스테이-비하인드 요소를 가지고 작전했다.
냉전 동안, 북대서양 조약 기구 (NATO)는 중앙정보국 (CIA)과 영국 비밀정보국 (SIS)의 도움을 받아 많은 유럽 국가에 비밀 스테이-비하인드 네트워크를 구축하고, 바르샤바 조약 기구군이 지역을 점령할 경우 이를 활성화할 계획을 세웠다. 마틴 패커드에 따르면, 이들은 "암살, 정치적 도발, 역정보를 포함한 은밀한 저항 활동을 위해 자금 지원, 무기 공급, 훈련을 받았다".
이러한 비밀 스테이-비하인드 조직(SBO)은 정보 기관의 후원 아래 만들어지고 운영되었으며, 민간인들 중에서 요원을 모집했다. 특별히 선정된 민간 스테이-비하인드 네트워크 또는 SBO는 이탈리아, 네덜란드, 벨기에, 룩셈부르크, 프랑스, 독일, 스위스, 노르웨이, 오스트리아 및 이란을 포함한 많은 서방 국가에서 만들어졌다. 이들은 점령된 (NATO) 영토에서 저항, 사보타주, 정보 수집을 조직할 준비를 했다. 이 비밀 스테이-비하인드 네트워크 중 가장 유명한 것은 1990년 10월 24일 이탈리아 총리 줄리오 안드레오티가 인정한 이탈리아의 글라디오 작전이었다.
이 "비밀 군대"가 처분할 수 있었던 많은 숨겨진 무기 저장고가 이탈리아, 오스트리아, 독일, 네덜란드 및 기타 국가에서 발견되었다. 1996년까지 영국은 서베를린에 스테이-비하인드 무기 및 장비 저장고가 존재함을 독일 정부에 밝혔다. 이 저장고의 내용은 (독일) 스테이-비하인드 네트워크에 공급된 장비를 엿볼 수 있게 한다. 그루네발트 숲에 묻힌 두 개의 비밀 저장고에서 경찰은 9mm 권총과 탄약, 칼, 항해 장비, RS-6 "스파이 라디오", 다양한 매뉴얼, 탱크 및 항공기 식별 서적, 브랜디 플라스크, 초콜릿 상자, 그리고 1957년 스위스 육군 소령 한스 폰 다흐가 쓴 유격전 매뉴얼인 《총력 저항》 사본을 발견했다.
냉전 기간 동안, 군사 스테이-비하인드 부대는 일반적으로 잠재적인 전쟁의 초기 단계(D데이부터 D+1-5일)에서 작전을 위해 특별히 지정된 장거리 정찰, 감시 및 표적 획득 부대였다. 이 부대들은 재빨리 전방으로 전개하여 후위대 또는 '공격적 지연 부대'와 연결한 후, 이 부대들이 철수할 때 '스테이-비하인드'로 남아 바르샤바 조약군에게 우회당하도록 내버려 두었다. 미리 정찰된 은신처와 무기, 탄약, 무전기 저장고를 활용하여, 그들은 정적 은밀 감시라고 불리는 정보 수집 작전과 적 본부, 병력 집중지, 핵무기 시스템과 같은 고가치 표적에 대한 표적 획득을 시작했을 것이다. 그들은 또한 적 부대에 병목 현상이 발생할 가능성이 있는 장소에서 '파괴 지대'라고 불리는 파괴 임무를 수행했을 것이다. 또 다른 임무는 격추된 조종사나 본국 송환이 필요한 다른 사람들에게 탈출 및 회피(E&E) 지원을 제공하는 것이었을 것이다.
영국 육군 예비역 SAS와 명예 포병 회사 연대들은 서독의 영국 구역에 그러한 스테이-비하인드 부대를 제공했다.

## 스테이-비하인드 훈련 부대 목록
NATO
- 특수주정임무대 (영국)[8]
- 제21특수항공근무연대 (예비) (영국)[8]
- 제23특수항공근무연대 (예비) (영국)[8]
- 명예 포병 회사 (영국)[8]
- 특수정찰비행대 왕립기갑군단 (영국)[8]
- 제4/73 (스핑크스) 특수관측소 포병대 (영국)
- 제10특수부대그룹 (미국)
- 특별수색대 (SOE/ESR) (벨기에)
- 원거리정찰중대 (독일)
- 코르프스 코만도트로펜 (네덜란드)
- 제7특공대 (프랑스)
- 제1낙하산병여단, 로코이 오레이논 카타드로몬 또는 LOK (그리스)
- 외젤 하르프 다이레시 (튀르키예)

훈련은 바인가르텐 독일의 국제 장거리 정찰 순찰 학교에서 실시되었다.
바르샤바 조약 기구
- MfS-제4특수전 부서[9] (동독)
- 애국 경비대 (루마니아)

세계
- 페다인 사담 (바트 이라크)
- 프로젝트-27
- 지역군 감시 부대 (오스트레일리아), 북부 오스트레일리아 침공 시 스테이-비하인드 임무를 수행할 오스트레일리아 육군 예비역 부대
- 영토방위군 (유고슬라비아), 유고슬라비아 인민군의 비공개 부대로 잠재적 점령군에 대한 유격전을 수행하는 공식 교리를 가짐.

## 알려진 비밀 스테이-비하인드 계획 목록
제2차 세계 대전
- 보조부대 (영국)
- 베어볼프 (나치 독일)
- 트레이서 작전 (지브롤터)
- 골든아이 작전 (지브롤터), 영국 영국 왕립 해군의 이언 플레밍 사령관이 설계함.
- 팔레스타인 점령 후 계획 (팔레스타인 위임통치령): 200일간의 공포 이전과 도중에 잠재적인 추축국 점령에 저항하기 위한 영국 SOE와 팔마흐 간의 공동 계획. SOE 팔레스타인은 유대인 기관의 도움을 받아 추축국의 팔레스타인 점령 가능성에 저항하기 위한 비밀 스테이-비하인드 세포 네트워크를 만들었다. 모셰 다얀이 이 비밀 구조를 세웠다. 팔마흐 요원 훈련은 하이파 근처 카르멜산의 특수 훈련 센터(STC102)에서 실시되었다.[10]

냉전
- Operatiën en Inlichtingen (O&I)([[:nl:{{{3}}}|네덜란드어판]]) (네덜란드) Operatiën en Inlichtingen (작전 및 정보)는 다른 NATO 국가의 대응 기관들과는 달리 NATO 통제로부터 자율적으로 운영되었다는 점에서 독특했다.[11]
- 글라디오 (이탈리아)[12]
- 아긴테르 프레스 (포르투갈)
- 작전 (적색) 양가죽 (그리스)
- 오스트리아 등산, 스포츠 및 사회 협회 (OeWSGV, 또한: ÖWSGV) (오스트리아)
- 플랜 블루, 라 로즈 데 방, 아르크-앙-시엘 (프랑스)
- ROC (노르웨이)
- SDRA8 및 STC/Mob (벨기에)
- 분트 도이처 유겐트 – 기술 서비스, 또는 TD BJD (독일-서독)
- 캄프그루페 게겐 운멘슐리히카이트 (CIA의 강력한 지원을 받은 서베를린의 동독에 대한 비밀 스테이-비하인드 조직 1948–1959)[13][14]
- 반게릴라, 글라디오 작전의 터키 지부 (튀르키예)
- 니틸라-하티 계획 (핀란드)
- 프로젝트-26 (P-26, 스위스)
- Arla gryning(스웨덴어판) 및 정보국 ('IB') 스웨덴.
- 워시텁 작전 (미국 - 알래스카 준주)
- 군사정찰 연구 및 훈련단 (서독).
- 카슈카이 1948–1953 (이란)[15]

탈냉전
- 챌린지 프로젝트 (바트 이라크)

## 같이 보기
- 잔류 일본병
- 파르티잔 민병대
- 자유 전쟁